# Litsea cuneata
Litsea cuneata är en lagerväxtart som först beskrevs av Carl Ludwig von Blume, och fick sitt nu gällande namn av Jacob Gijsbert Boerlage. Litsea cuneata ingår i släktet Litsea och familjen lagerväxter. Inga underarter finns listade i Catalogue of Life.